# Charlotte Worthington
Charlotte Elizabeth Worthington (Mánchester, 26 de junio de 1996) es una deportista británica que compite en ciclismo en la modalidad de BMX estilo libre.
Participó en dos Juegos Olímpicos de Verano, en los años 2020 y 2024, obteniendo una medalla de oro en Tokio 2020, en la prueba de parque.
Ganó dos medallas de bronce en el Campeonato Mundial de Ciclismo Urbano, en los años 2019 y 2021, y una medalla de oro en el Campeonato Europeo de Ciclismo BMX Estilo Libre de 2019.
En 2022 fue nombrada miembro de la Orden del Imperio Británico (MBE).

## Palmarés internacional
| Juegos Olímpicos   | Juegos Olímpicos      | Juegos Olímpicos  | Juegos Olímpicos |
| Año                | Lugar                 | Medalla           | Competición      |
| ------------------ | --------------------- | ----------------- | ---------------- |
| 2020               | Tokio (Japón)         | Medalla de oro    | Parque           |
| Campeonato Mundial |                       |                   |                  |
| Año                | Lugar                 | Medalla           | Competición      |
| 2019               | Chengdu (China)       | Medalla de bronce | Parque           |
| 2021               | Montpellier (Francia) | Medalla de bronce | Parque           |
| Campeonato Europeo |                       |                   |                  |
| Año                | Lugar                 | Medalla           | Competición      |
| 2019               | Cadenazzo (Suiza)     | Medalla de oro    | Parque           |